# Gustavo Villagra
Gustavo Rubén Villegra (Palpalá, Argentina, 13 de febrero de 1970) es un exfutbolista argentino. Jugaba como mediocampista.

## Trayectoria
Oriundo de Palpalá, se inició en el fútbol en el Altos Hornos Zapla de su ciudad natal, para en 1988 pasar a las divisiones inferiores en Newell's Old Boys. Debutó por el primer equipo en 1990, en un partido ante Ferro Carril Oeste. Formó parte del plantel que se consagró como campeón de la Temporada 1990-91.
Para la temporada 1992-1993 fue cedido junto a su compañero Jorge Cerino a Atlético Tucumán. Para 1993, esta vez en Coquimbo Unido de la Primera división chilena,donde nuevamente coincidió con Cerino y su compañero en las divisiones inferiores leprosas Pablo Lenci. Para 1995 firma con el Inter de Tijuana mexicano.
En 1996, se trasladó a los Estados Unidos para firmar con los Rochester Rhinos de la A-League. En junio del mismo año, fue cedido al Montreal Impact a cambio de Lenin Steenkamp; sin embargo, regresó a los Rhinos al comienzo de los Playoffs.
Permaneció en Rochester durante la temporada 1997, siendo liberado el 23 de abril de 1998. En 1999 jugó para Staten Island Vipers. En marzo del 2000, fichó en el Connecticut Wolves, terminando su carrera profesional a fines de dicha temporada.
En la actualidad se encuentra radicado en Estados Unidos, entrenando divisiones juveniles.

## Clubes
| Club                        | País           | Año       |
| --------------------------- | -------------- | --------- |
| Newell's Old Boys           | Argentina      | 1990-1994 |
| → Atlético Tucumán (cedido) | Argentina      | 1992-1993 |
| → Coquimbo Unido (cedido)   | Chile          | 1993      |
| Inter de Tijuana            | México         | 1995      |
| Rochester Rhinos            | Estados Unidos | 1996-1997 |
| → Montreal Impact (cedido)  | Canadá         | 1996      |
| Staten Island Vipers        | Estados Unidos | 1999      |
| Connecticut Wolves          | Estados Unidos | 2000      |

## Palmarés
| Título           | Club              | País      | Año     |
| ---------------- | ----------------- | --------- | ------- |
| Primera División | Newell's Old Boys | Argentina | 1990/91 |